# Hiatavolva
Genre
Synonymes
- Hiata Cate, 1973[1]

Hiatavolva est un genre de mollusques gastéropodes de la famille des Ovulidae. 

## Liste d'espèces
Selon World Register of Marine Species (30 septembre 2017) :
- Hiatavolva coarctata (G. B. Sowerby II in A. Adams & Reeve, 1848)
- Hiatavolva depressa (G. B. Sowerby III, 1875)
- Hiatavolva rugosa Cate & Azuma in Cate, 1973